# Progress (navă spațială)
Progress (rusă Прогресс) este o navă spațială rusească destinată transportării de încărcături către orbită. Scopul său este de a furniza resursele necesare pentru a susține prezența umană pe orbită. În timp ce nu poartă un echipaj, acesta poate fi îmbarcat de către astronauți atunci când este andocat cu stația spațială, de aceea este clasificat ca „cu echipaj uman” de către producătorul său. Progress este un derivat al navei spațiale Soiuz și se lansează pe același vehicul, o rachetă Soiuz.